# أرتيوم أبراموف
أرتيوم أبراموف (بالروسية: Артём Михайлович Абрамов)‏ هو لاعب كرة قدم روسي في مركز الدفاع، ولد في 16 مارس 1991 في نيجني نوفغورود في Principality of Gorodets ‏. لعب مع نادي فولغا نيجني نوفغورود.